# Bowdoinham (város, Maine)
Bowdoinham város az USA Maine államában, Somerset megyében. Lakosainak száma 3047 fő (2020. április 1.).

## Népesség
A település népességének változása:

| 2010 | 2 889 |
| 2020 | 3 047 |